# Internacional Futebol Clube
|  | Aquest article tracta sobre el club de Curitiba. Si cerqueu club de Porto Alegre, vegeu «Sport Club Internacional». |

L'Internacional Futebol Clube, o en la seva versió anglesa International Foot-Ball Club, fou un club de futbol brasiler de la ciutat de Curitiba a l'estat de Paranà.

## Història
El club va ser fundat el 22 de maig de 1912 per Joaquim Américo Guimarães, i membres del Jockey Club Paranaense. El 1914 inaugurà l'estadi Baixada do Água Verde amb una derrota 1-7 davant el CR Flamengo de Rio de Janeiro. El 1915 guanyà la Liga Sportiva Paranaense considerat el primer campionat estatal. També fou segon classificat els anys 1917 i 1918. El 1921 es fusionà amb el Centro Hipico Paranaense esdevenint Internacional Sport Club. El 1924 es fusionà amb l'América Foot-Ball Club, formant el Clube Atlético Paranaense.

## Palmarès
- Campionat paranaense:
  - 1915